# Melanopachycerina flaicornis
Melanopachycerina flaicornis är en tvåvingeart som först beskrevs av Enrico Adelelmo Brunetti 1913.  Melanopachycerina flaicornis ingår i släktet Melanopachycerina och familjen lövflugor. Inga underarter finns listade i Catalogue of Life.